# 노른자

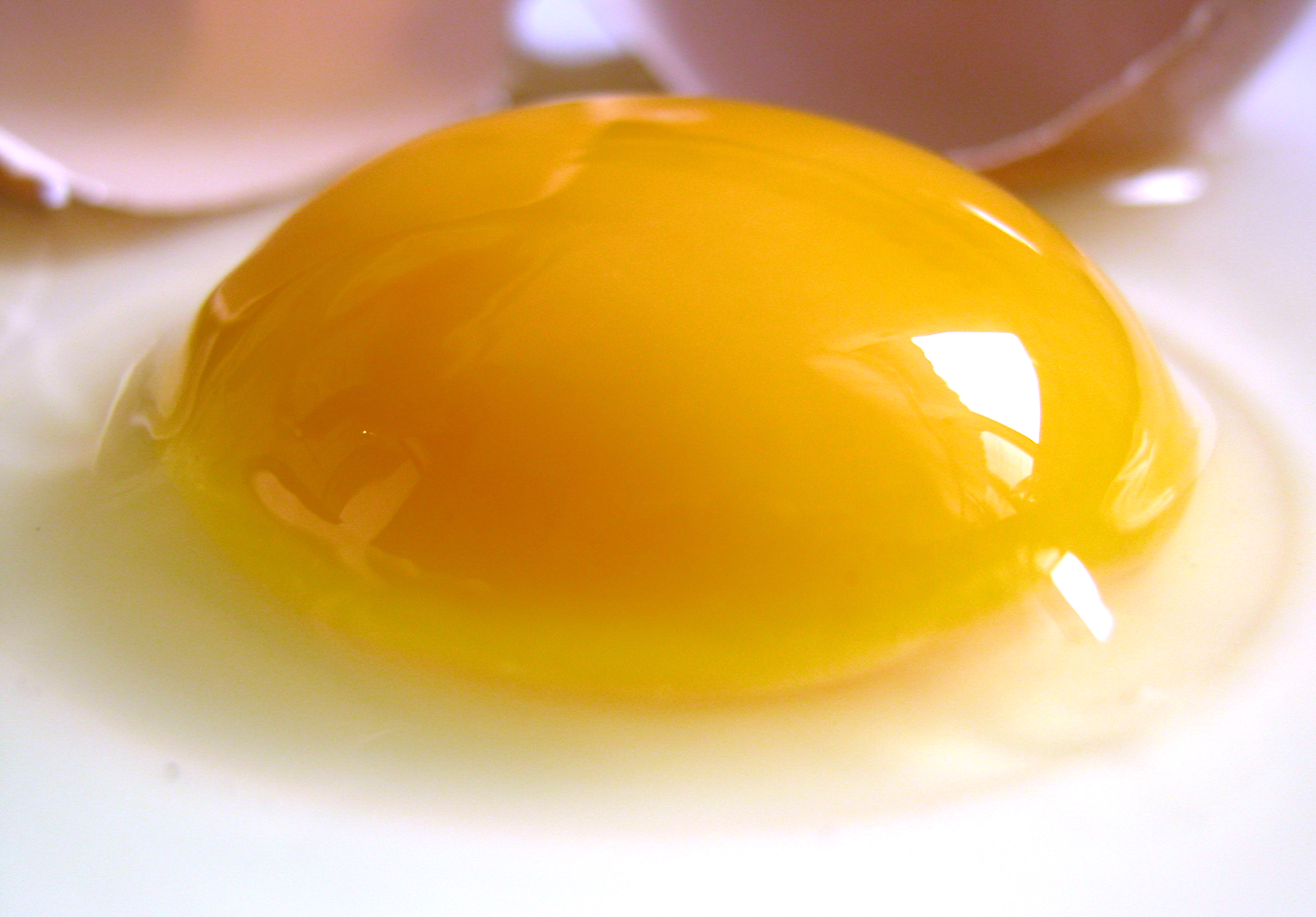
닭 달걀의 노른자

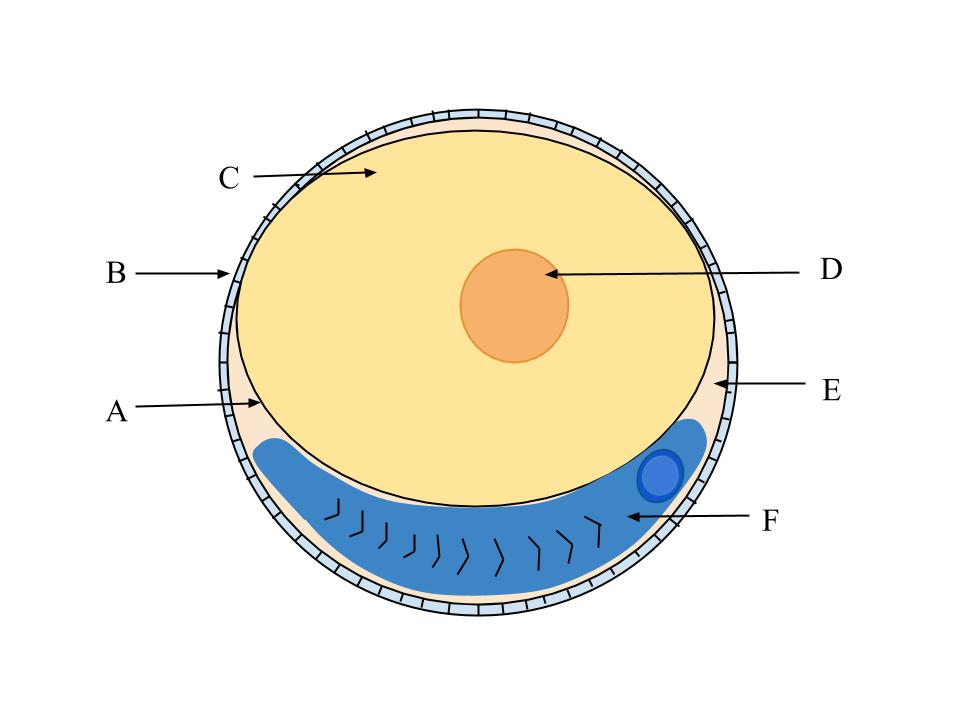
물고기 알의 다이어그램; 노른자는 'C'로 표시된 부분이다.

노른자(영어: Yolk) 또는 난황(卵黃)은 알을 낳는 동물 중에서 배의 발달을 위한 음식을 공급하는 것을 주된 기능으로 하는, 영양소를 함유한 알의 부분이다. 어떤 종류의 알은 노른자를 포함하지 않는데, 예를 들어 먹이 공급이 충분한 상황(예: 포식기생 동물의 숙주 몸 속)에서 낳아지거나, 배아가 어미의 몸 속에서 발달하여 보통 태반을 통해 음식을 공급받기 때문이다. 어미의 몸이 배아에 직접 음식을 공급하는 생식 체계는 모체영양적이라고 하며, 노른자에 의해 배아가 공급되는 체계는 난황영양적이라고 한다. 모든 새와 대부분의 파충류 및 곤충을 포함한 많은 종에서 노른자는 어미의 생식관에 만들어진 특별한 저장 기관의 형태를 띠고 있다. 많은 다른 동물, 특히 일부 물고기와 무척추동물과 같이 매우 작은 종에서는 노른자 물질이 특별한 기관에 있는 것이 아니라 난세포 안에 있다.
저장된 음식으로서 노른자는 종종 비타민, 무기질, 지질 및 단백질이 풍부하다. 단백질은 그 자체로 음식으로 기능하기도 하고, 다른 영양소의 저장 및 공급을 조절하는 데에도 부분적으로 기능한다. 예를 들어, 일부 종에서 난세포 내 노른자의 양은 수정 후에 이어지는 발달 과정에 영향을 미친다.
노른자는 원형질처럼 살아있는 세포 물질이 아니라, 대부분 부형질이라고 할 수 있는 수동적인 물질이다. 음식 물질과 관련 제어 구조는 난자 형성 동안 공급된다. 일부 물질은 모체의 몸이 공급한 형태 그대로 저장되기도 하고, 알 내의 전용 비생식 조직에 의해 처리되기도 하며, 최종 형태로의 생합성 과정의 일부는 난자 자체에서 일어난다.
동물 외에, 조류와 같은 다른 생물, 특히 난접합하는 경우에도 암컷 배우자에 자원을 축적할 수 있다. 겉씨식물에서는 암컷 배우체의 잔해가 음식 공급원으로도 기능하며, 속씨식물에서는 배젖이 그 역할을 한다.

## 새 알 노른자
새 알에서 노른자는 일반적으로 노란색이다. 노른자는 구형이며, 흰자 (대안적으로 알부민 또는 글레어/글라이르로 알려짐)에 찰라자라고 불리는 하나 또는 두 개의 나선형 조직 띠에 의해 매달려 있다.
노른자 덩어리는 난자 자체(수정 후에는 배)와 함께 난황막에 싸여 있으며, 난황막의 구조는 세포막과는 다르다. 노른자는 알의 세포질의 일부이며, 수정 시점에는 난황과립의 형태로 세포질의 90% 이상을 차지한다. 이들은 지질, 단백질, 효소로 구성되어 있으며, 주변에는 모체 mRNA와 글리코젠이 둘러싸고 있다.
수정 후, 배아의 난할은 생식원반의 형성을 유도한다.
식용으로서 달걀 노른자는 주요 비타민과 무기질의 공급원이다. 노른자는 달걀의 모든 지방과 콜레스테롤을 포함하며, 단백질의 거의 절반을 차지한다.
달걀을 튀길 때 노른자가 터지지 않은 채로 두면, 납작한 흰자에 둘러싸인 노란 노른자가 독특한 "써니사이드 업" 형태를 만든다. 요리하기 전에 두 구성 요소를 함께 섞으면 오믈렛과 달걀 스크램블처럼 (암탉 품종에 따라 옅은 노란색에서 거의 주황색까지) 노란 덩어리가 된다.

### 용도
- 알 내부의 발달하는 배아는 노른자를 영양분으로 사용한다.
- 때로는 요리를 위해 흰자에서 분리되며, 자주 유화제로 사용되고 마요네즈, 커스터드, 올랑데즈 소스, 크렘 브륄레, 아브고레모노 및 오보스 몰레스에 사용된다.
- 전통적인 템페라 그림의 구성 요소로 사용된다.
- 웰치간균 존재 여부를 확인하는 데 유용한 난황 한천배지 생산에 사용된다.
- 난황에는 항글로불린(IgY)이라는 항체가 포함되어 있다. 이 항체는 산란하는 암탉으로부터 난황으로 수동면역을 통해 전달되어 배아와 부화한 새끼 모두를 미생물 침입으로부터 보호한다.
- 난황은 아드보카트나 에그노그와 같은 리큐어를 만드는 데 사용될 수 있다.
- 난황은 다양한 미용, 영양, 의학적 용도로 사용되는 난황유를 추출하는 데 사용된다.

### 달걀 노른자의 구성
노른자는 달걀 액체 무게의 약 33%를 차지하며, 흰자의 에너지 함량의 세 배인 약 60 킬로칼로리 (250 kJ)의 에너지를 포함한다. 노른자가 흰자보다 에너지 밀도가 높은 것은 노른자의 지방 함량이 훨씬 높기 때문이다.
모든 지용성 비타민 (A, D, E, K)은 노른자에 들어 있다. 난황은 자연적으로 비타민 D를 함유한 몇 안 되는 식품 중 하나이다.
노른자에 가장 많이 함유된 지방산의 조성(무게 기준)은 일반적으로 다음과 같다.
- 불포화 지방산:
  - 올레산, 47%
  - 리놀레산, 16%
  - 팔미톨레산, 5%
  - 리놀렌산, 2%
- 포화 지방산:
  - 팔미트산, 23%
  - 스테아르산, 4%
  - 미리스트산, 1%

난황은 화장품 및 제약 용도를 위한 레시틴과 난황유의 원료이다. 난황은 무게 기준으로 약 9%의 레시틴을 함유하고 있다.
노란색은 노란색 또는 주황색의 잔토필이라고 불리는 카로티노이드인 루테인과 지아잔틴 때문이다.

### 난황 단백질
다양한 난황 단백질은 서로 다른 역할을 한다. 포스비틴은 발달 중인 배아에 필요한 칼슘, 철, 기타 양이온을 격리하는 데 중요하다. 포스비틴은 자연에서 가장 많이 인산화(10%)된 단백질 중 하나이다. 높은 인산염 그룹 농도는 클러스터에서 효율적인 금속 결합 부위를 제공한다. 리포비텔린은 지질 및 금속 저장에 관여하며, 약 16%(w/w)의 비공유 결합 지질(대부분 인지질)의 이질적인 혼합물을 포함한다. 리포비텔린-1은 LV1N 및 LV1C 두 가지 사슬을 포함한다.

### 난황 비타민 및 미네랄
노른자는 달걀의 칼슘, 철, 인, 아연, 티아민, 비타민 B~6~, 엽산, 비타민 B~12~, 판토텐산의 90% 이상을 함유하고 있다. 또한, 노른자는 달걀에 함유된 모든 지용성 비타민(A, D, E, K)뿐만 아니라 모든 필수 지방산을 포함한다.
USDA에 따르면, 큰 달걀 하나의 노른자는 대략 22mg의 칼슘, 66mg의 인, 9.5마이크로그램의 셀레늄, 그리고 19mg의 칼륨을 함유한다.

### 쌍란

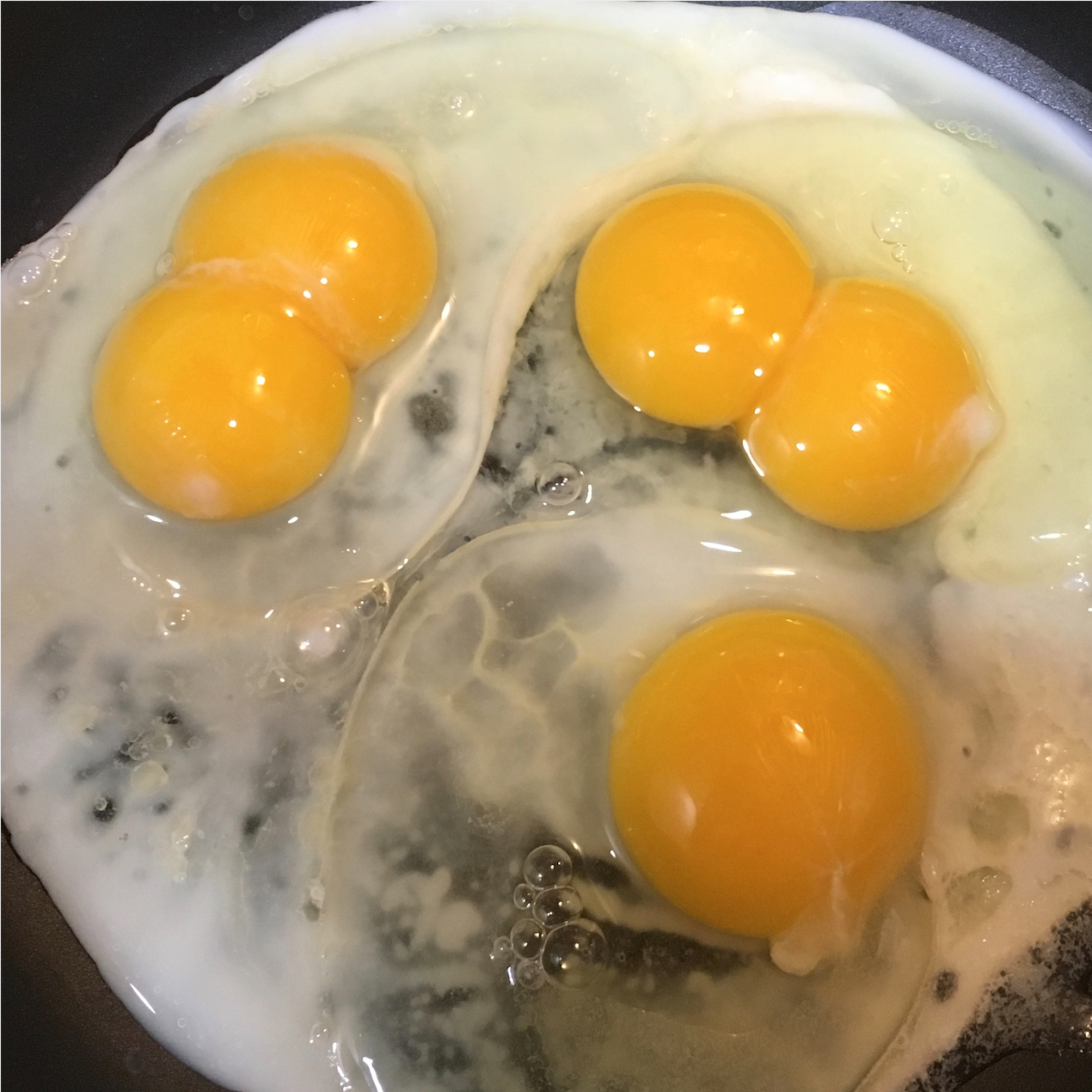
뜨거운 프라이팬에 비슷한 크기의 달걀 세 개. 쌍란의 두 노른자는 해당 크기 달걀의 일반적인 노른자보다 작다.

쌍란은 배란이 너무 빨리 일어나거나, 한 노른자가 다른 노른자와 합쳐질 때 발생한다. 이러한 알은 어린 암탉의 생식 주기가 아직 동기화되지 않았기 때문에 발생할 수 있다.
쌍란은 병아리가 서로의 부화 과정을 방해하고 살아남지 못하기 때문에 사람의 개입 없이는 성공적인 부화로 이어지는 경우가 드물다.
삼중 노른자 알은 암탉이 가끔 낳는 것으로 알려져 있지만, 그보다 더 많은 노른자가 들어있는 알은 드물다.

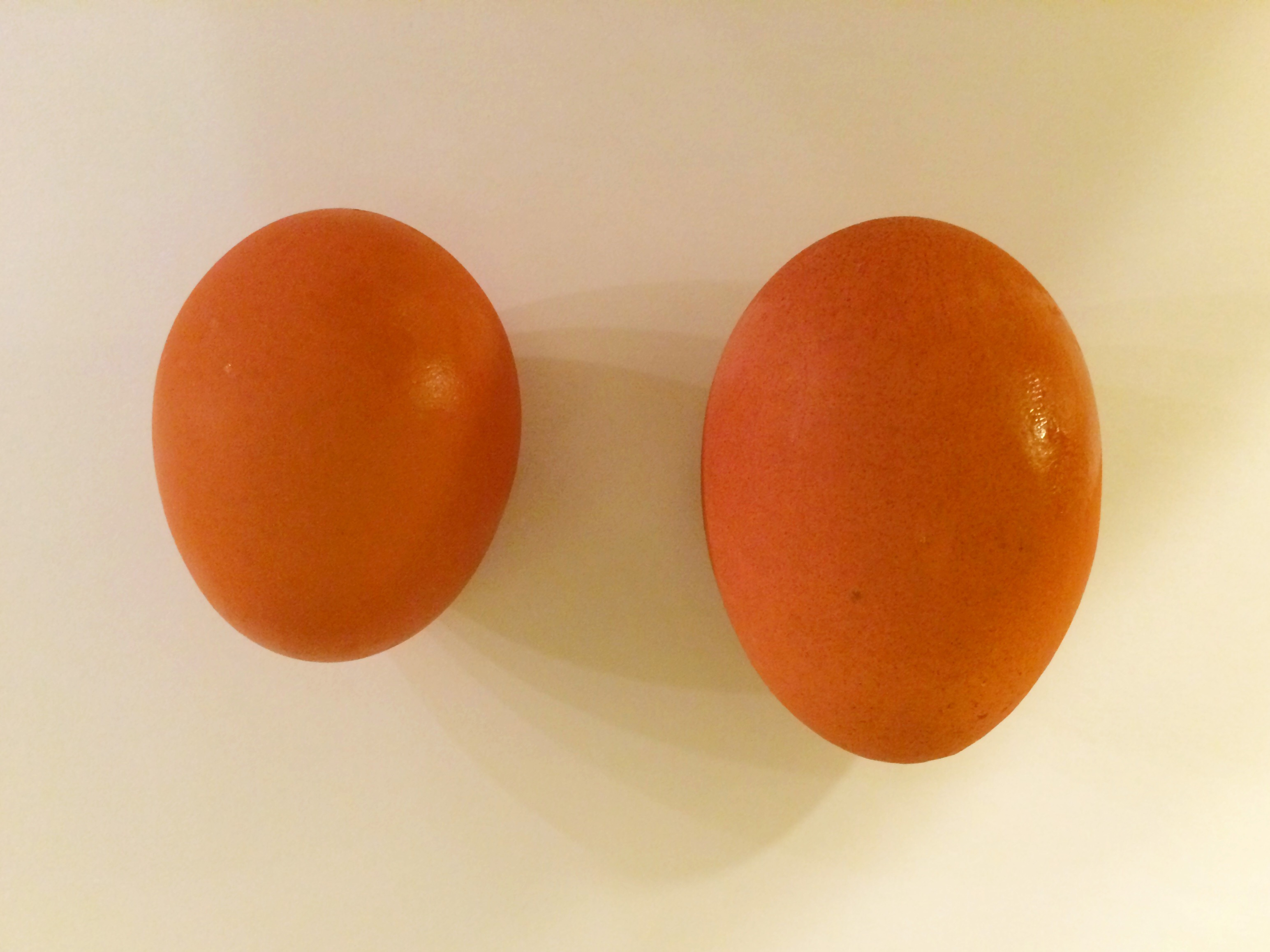
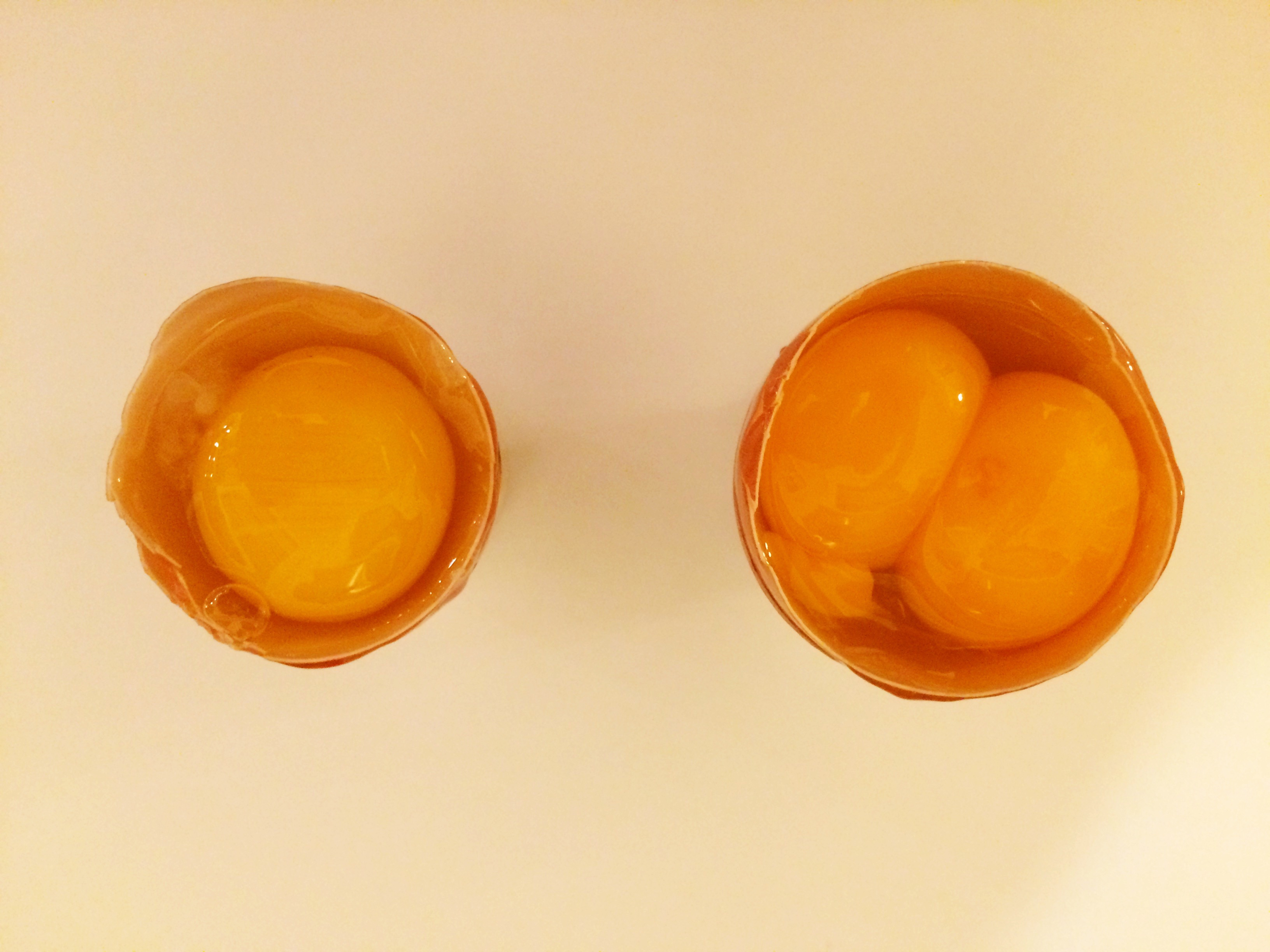
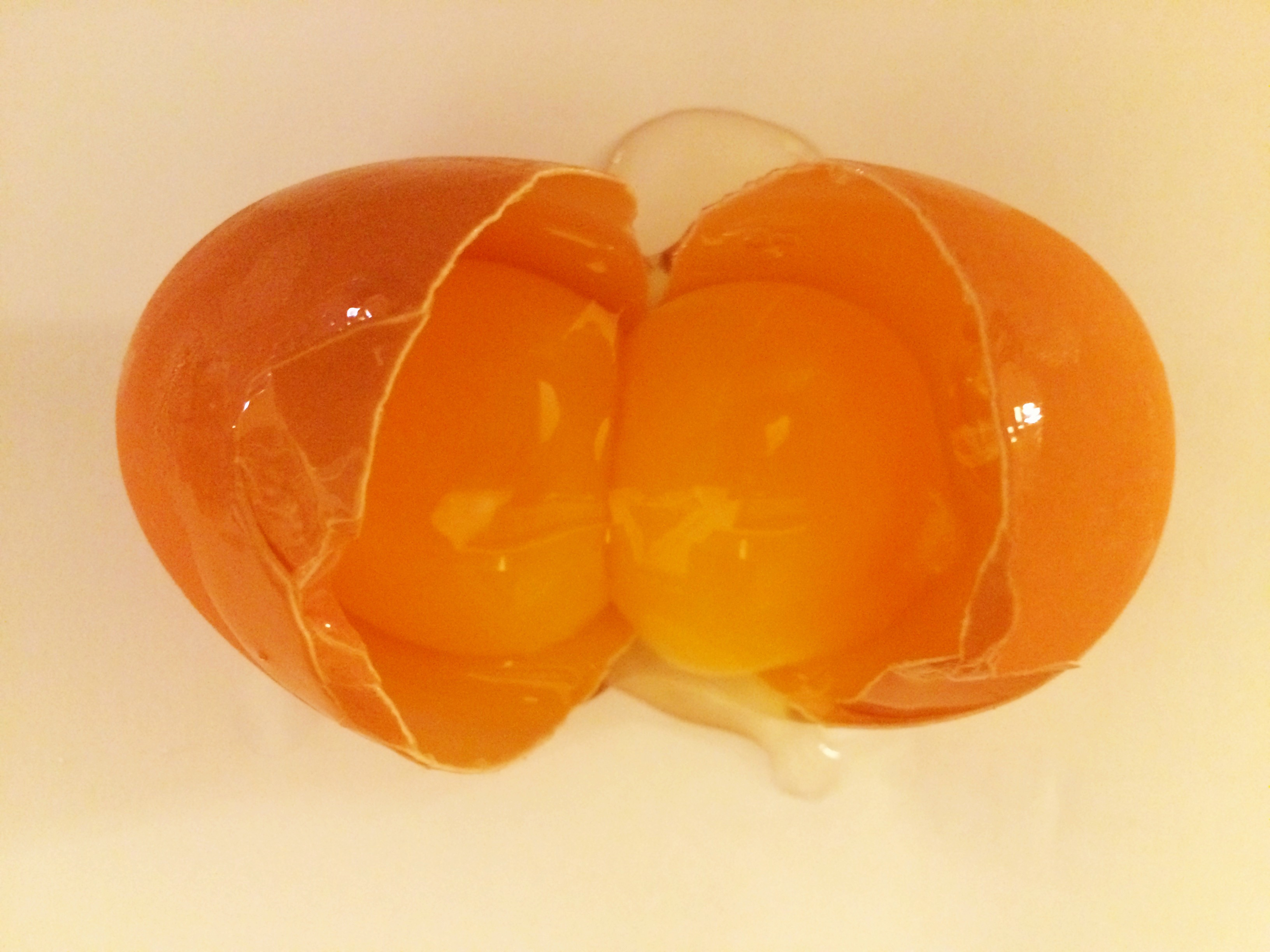

- 일반 달걀과 쌍란 비교 (닫힌 상태)
- 일반 달걀과 쌍란 비교 (열린 상태)
- 쌍란 - 열린 상태

### 노른자 없는 알
노른자가 없는 알은 "드워프" 또는 "바람" 알(wind egg) 또는 고어인 "수탉 알"(cock egg)이라고 불린다. 이러한 알은 대부분 암탉이 산란 메커니즘이 완전히 준비되기 전에 처음으로 낳은 알이다. 성숙한 암탉은 노른자 없는 알을 드물게 낳지만, 때때로 생식 조직의 일부가 떨어져 나와 수란관을 통과하기도 한다. 이러한 조직 조각은 마치 노른자인 것처럼 알 생성샘을 자극하여 수란관을 통과하면서 흰자, 막, 껍질로 싸이게 할 수 있다. 이것이 보통 알에 노른자 대신 작은 회색 조직 조각이 포함되는 원인이다.
이러한 알은 노른자가 없으므로 부화할 수 없기 때문에 전통적으로 수탉이 낳은 것으로 믿어졌다. 이러한 종류의 알은 많은 가금류 품종에서 발생하며, 일반 닭과 반탐 닭, 뿔닭, 코투르닉스 메추라기에서 발견되었다.

### 노른자 색깔

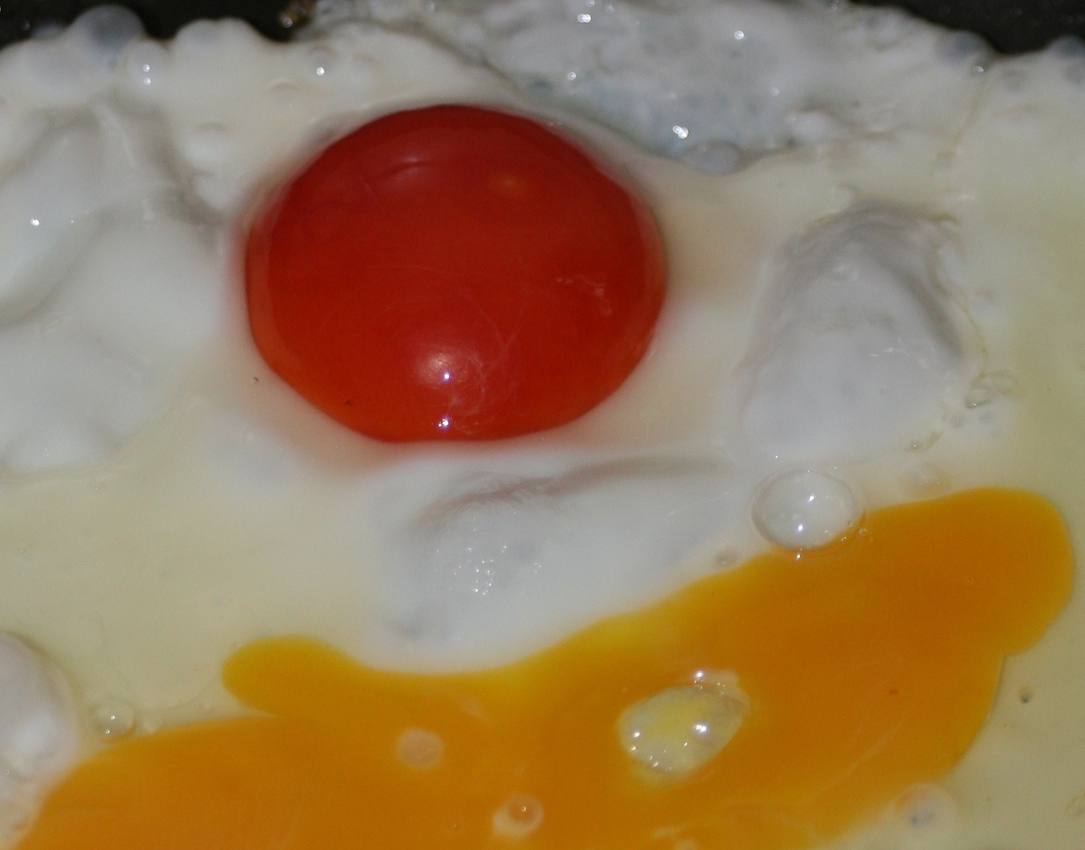
매우 두꺼운 붉은 노른자로 튀겨지는 달걀. 튀기는 과정에서 우연히 터진 일반적인 색깔의 노른자도 보인다.

난황의 색깔은 닭 사료의 구성에 직접적인 영향을 받는다. 난황 색깔은 일반적으로 자주개자리와 같은 진한 녹색 식물 재료의 카로틴과 같이 노란색의 지용성 색소가 많이 함유된 사료를 먹일 때 더 노랗다. 난황 색깔에 많은 강조가 되지만, 그것이 달걀의 영양가를 신뢰할 수 있게 반영하지는 않는다. 예를 들어, 풍부한 난황 색깔을 내는 일부 천연 색소는 체내에서 프로비타민 A 역할을 하는 카로티노이드가 아니라 영양가가 거의 없는 잔토필이다. 또한, 비타민 A 자체는 풍부하지만 A-프로비타민이나 잔토필이 없는 식단은 풍부하게 착색된 노른자와 마찬가지로 영양가 있는 거의 무색의 노른자를 생산할 수 있다.
노른자, 특히 방목 사육 달걀의 노른자는 사료의 색소에 따라 거의 흰색부터 노란색, 주황색, 거의 빨간색, 심지어 올리브 녹색까지 다양한 색깔을 띠다. 예를 들어, 가금류에게 많은 양의 고추를 먹이면 빨간색 또는 진한 주황색 노른자가 생기는 경향이 있다. 이는 요리 시 달걀에 깍지벌레와 같은 색소를 첨가하는 것과는 관련이 없다.

## 물고기에서
모든 경골어류, 일부 상어 및 가오리는 발달 단계에서 난황낭을 가지고 있으며, 모든 난생 어류는 부화 후 난황낭을 유지한다. 악상어목 상어는 난태생인데, 이들의 알은 자궁 내에서 부화한다. 부화하지 않은 알을 먹는 것 외에도, 태아 상어는 자궁 내 동족상잔에 참여한다: 더 강한 새끼들이 약한 자궁 동료들을 잡아먹는다.

## 갑각류에서

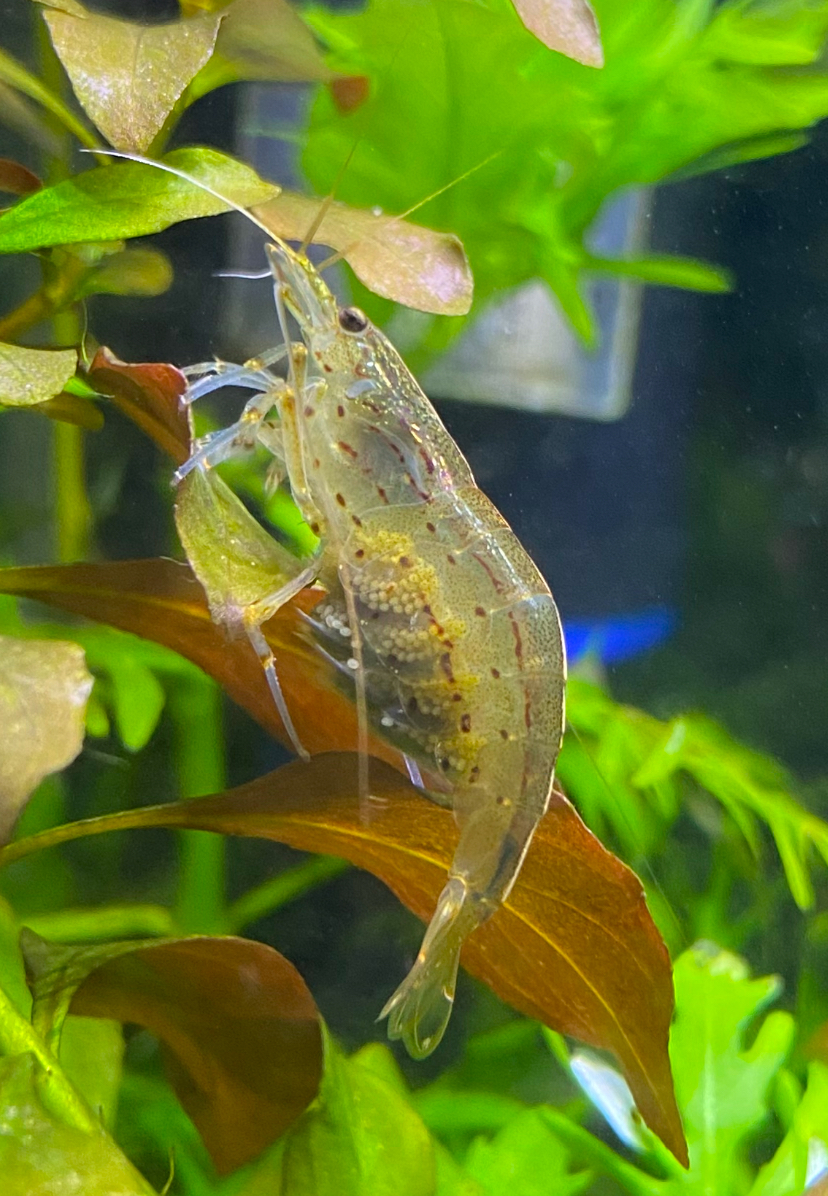
사육 중인 임신한 카리디나 멀티덴타타, 노른자가 풍부한 타원형 알을 가지고 있다.

갑각류 알의 노른자는 배아 발달에 필수적이며, 영양 저장고 역할을 한다. 십각목 갑각류에서 주요 노른자 전구 단백질은 아폴리포크러스테인(apoCr)으로, 대부분의 난생 동물에서 발견되는 전통적인 비텔로게닌(Vtgs)과는 다르다. apoCr은 곤충 아폴리포포린 II/I(apoLp-II/I) 및 척추동물 아폴리포단백질 B(apoB)와 더 큰 구조적 및 진화적 유사성을 공유하며, 큰 지질 전달 단백질(LLTP) 슈퍼패밀리의 다른 구성원들과 구별된다.
apoCr은 약 2,600개의 아미노산 길이의 큰 당지질단백질로, LLTP의 특징적인 보존된 구조 도메인을 가지고 있다. 이 도메인에는 N-말단 지질 전달 모듈, apoLp-II/I 및 apoB에만 있는 DUF1081 도메인, 그리고 C-말단에 폰 빌레브란트 인자 D형 도메인이 포함된다. 또한, apoLp-II/I과 공유되는 특징인 서브틸리신 유사 절단 부위를 가지고 있다. 진화 분석은 apoCr이 Vtg 단백질보다 apoLp-II/I에 계통발생학적으로 더 가깝다는 것을 보여주며, 갑각류 노른자 단백질의 독특한 혈통을 나타낸다. 십각류에서 apoCr은 일반적으로 난소와 간췌장 모두에서 발현되며, 지질 대사와 난황 형성의 이중 역할을 지지한다. 일부 종에서는 유전자 복제 이벤트로 인해 조직 특이적 기능을 가진 여러 apoCr 변이체가 발생했다.

## 같이 보기
- 흰자

## 참조
1. ↑  Barnes, Richard Stephen Kent (2001). The Invertebrates: A Synthesis. Wiley-Blackwell, p. 347. ISBN 0-632-04761-5.
2. ↑  Bellairs, Ruth; Osmond, Mark (2005). Atlas of Chick Development (2 ed.). Academic Press. pp. 1–4. link.
3. ↑  Bellairs, R., Harkness, M. & Harkness, R. D. (1963). The vitelline membrane of the hen's egg: a chemical and electron microscopical study. Journal of Ultrastructure Research, 8, 339–59.
4. ↑  Patten, B. M. (1951). Early Embryology of the Chick, 4th edition. McGraw-Hill, New York, p. 17.
5. ↑  Ramos, Isabela; Machado, Ednildo; Masuda, Hatisaburo; Gomes, Fabio (2022). 《Open questions on the functional biology of the yolk granules during embryo development》. 《Molecular Reproduction and Development》 (영어) 89. 86–94쪽. doi:10.1002/mrd.23555. ISSN 1098-2795.
6. ↑  National Academies of Sciences, Engineering, and Medicine; Health and Medicine Division; Food and Nutrition Board; Committee to Review the Dietary Reference Intakes for Sodium and Potassium (2019). 〈Chapter 4: Potassium: Dietary Reference Intakes for Adequacy〉.   Oria, Maria; Harrison, Meghan; Stallings, Virginia A. 《Dietary Reference Intakes for Sodium and Potassium》. The National Academies Collection: Reports funded by National Institutes of Health. Washington, DC: National Academies Press (US). 120–121쪽. doi:10.17226/25353. ISBN 978-0-309-48834-1. PMID 30844154. 2024년 12월 5일에 확인함.
7. ↑  United States Food and Drug Administration (2024). “Daily Value on the Nutrition and Supplement Facts Labels”. 《FDA》. 2024년 3월 27일에 원본 문서에서 보존된 문서. 2024년 3월 28일에 확인함.
8. ↑  National Research Council, 1976, Fat Content and Composition of Animal Products, Printing and Publishing Office, National Academy of Science, Washington, D.C., ISBN 0-309-02440-4; p. 203, online edition
9. ↑  Chris Clarke (2004). 《The science of ice cream》. Cambridge, England: Royal Society of Chemistry. 49쪽. ISBN 0-85404-629-1. 2013년 3월 20일에 확인함. Egg yolk has the approximate composition (by weight) of 50% water, 16% protein, 9% lecithin, 23% other fat, 0.3% carbohydrate and 1.7% minerals.
10. ↑  Matsubara T, Sawaguchi S, Ohkubo N (2006). 《Identification of two forms of vitellogenin-derived phosvitin and elucidation of their fate and roles during oocyte maturation in the barfin flounder, Verasper moseri》. 《Zool. Sci.》 23. 1021–9쪽. doi:10.2108/zsj.23.1021. PMID 17189915. S2CID 7695406.
11. ↑  Goulas A, Triplett EL, Taborsky G (1996). 《Oligophosphopeptides of varied structural complexity derived from the egg phosphoprotein, phosvitin》. 《J. Protein Chem.》 15. 1–9쪽. doi:10.1007/BF01886805. PMID 8838584. S2CID 30240374.
12. ↑  Banaszak LJ, Thompson JR (2002). 《Lipid-protein interactions in lipovitellin》. 《Biochemistry》 41. 9398–9409쪽. doi:10.1021/bi025674w. PMID 12135361.
13. ↑  Banaszak LJ, Anderson TA, Levitt DG (1998). 《The structural basis of lipid interactions in lipovitellin, a soluble lipoprotein》. 《Structure》 6. 895–909쪽. doi:10.1016/S0969-2126(98)00091-4. PMID 9687371.
14. ↑  U.S. Department of Agriculture, Agricultural Research Service, 2010. USDA National Nutrient Database for Standard Reference, Release 23, Nutrient Data Laboratory Home Page: http://www.ars.usda.gov/nutrientdata
15. ↑  “Odd Eggs, Double Yolks, No Yolks, etc”. poultryhelp.com. 2005년 3월 4일. 2008년 10월 25일에 확인함.
16. ↑  Kruszelnicki, Karl S. (2003). “Double-yolked eggs and chicken development”. 오스트레일리아 방송 협회. 2007년 12월 9일에 확인함.
17. ↑  Clark, Thomas B. (1932년 5월 1일). 《A Triple-yolk Egg*》. 《Poultry Science》 11. 176쪽. doi:10.3382/ps.0110176. ISSN 0032-5791.
18. ↑  Rookledge, K. A; Heald, P. J (1996년 6월 25일). 《Dwarf Eggs and the Timing of Ovulation in the Domestic Fowl》. 《Nature》 210. 1371쪽. doi:10.1038/2101371a0. S2CID 4280287.
19. ↑  “Cock's egg”. 2010년 9월 2일에 확인함.
20. ↑  “OEDILF – Word Lookup”. 《www.oedilf.com》.
21. ↑  Poultry Science by richard page 216
22. ↑  Mathew Attokaran (2011년 1월 13일). 《Natural Food Flavors and Colorants》. John Wiley & Sons. 1–쪽. ISBN 978-0-470-95911-4. 2013년 9월 1일에 확인함.
23. ↑  Meisner A, Burns J (1997). 《Viviparity in the Halfbeak Genera Dermogenys and Nomorhamphus (Teleostei: Hemiramphidae)》. 《Journal of Morphology》 234. 295–317쪽. doi:10.1002/(SICI)1097-4687(199712)234:3<295::AID-JMOR7>3.0.CO;2-8. PMID 29852651. S2CID 46922423.
24. ↑  Peter Scott: Livebearing Fishes, p. 13. Tetra Press 1997. ISBN 1-56465-193-2
25. ↑  Leonard J. V. Compagno (1984). Sharks of the World: An annotated and illustrated catalogue of shark species known to date. Food and Agriculture Organization of the United Nations. ISBN 92-5-104543-7. OCLC 156157504.
26. ↑  Klann, Marleen; Scholtz, Gerhard (March 2014). 《Early embryonic development of the freshwater shrimp Caridina multidentata (Crustacea, Decapoda, Atyidae)》. 《Zoomorphology》 133. 295–306쪽. doi:10.1007/s00435-014-0224-9.
27. 1 2  Avarre, Jean-Christophe; Lubzens, Esther; Babin, Patrick (January 2007). 《Apolipocrustacein, formerly vitellogenin, is the major egg yolk precursor protein in decapod crustaceans and is homologous to insect apolipophorin II/I and vertebrate apolipoprotein B》. 《BMC Evol. Biol.》 7. 3쪽. Bibcode:2007BMCEE...7....3A. doi:10.1186/1471-2148-7-3. PMC 1783640. PMID 17241455.